# Microregiunea Szentgotthárd
Microregiunea Szentgotthárd (în maghiară Szentgotthárdi kistérség) a fost o microregiune statistică (kistérség) din județul Vas, Ungaria.
Cu o populație de 14.538 locuitori și o suprafață de 233,43 km2, aceasta a existat până în 2014, când în Ungaria, microregiunile ”kistérségek” au fost înlocuite de districte (járások).